# Sostenibilità aziendale

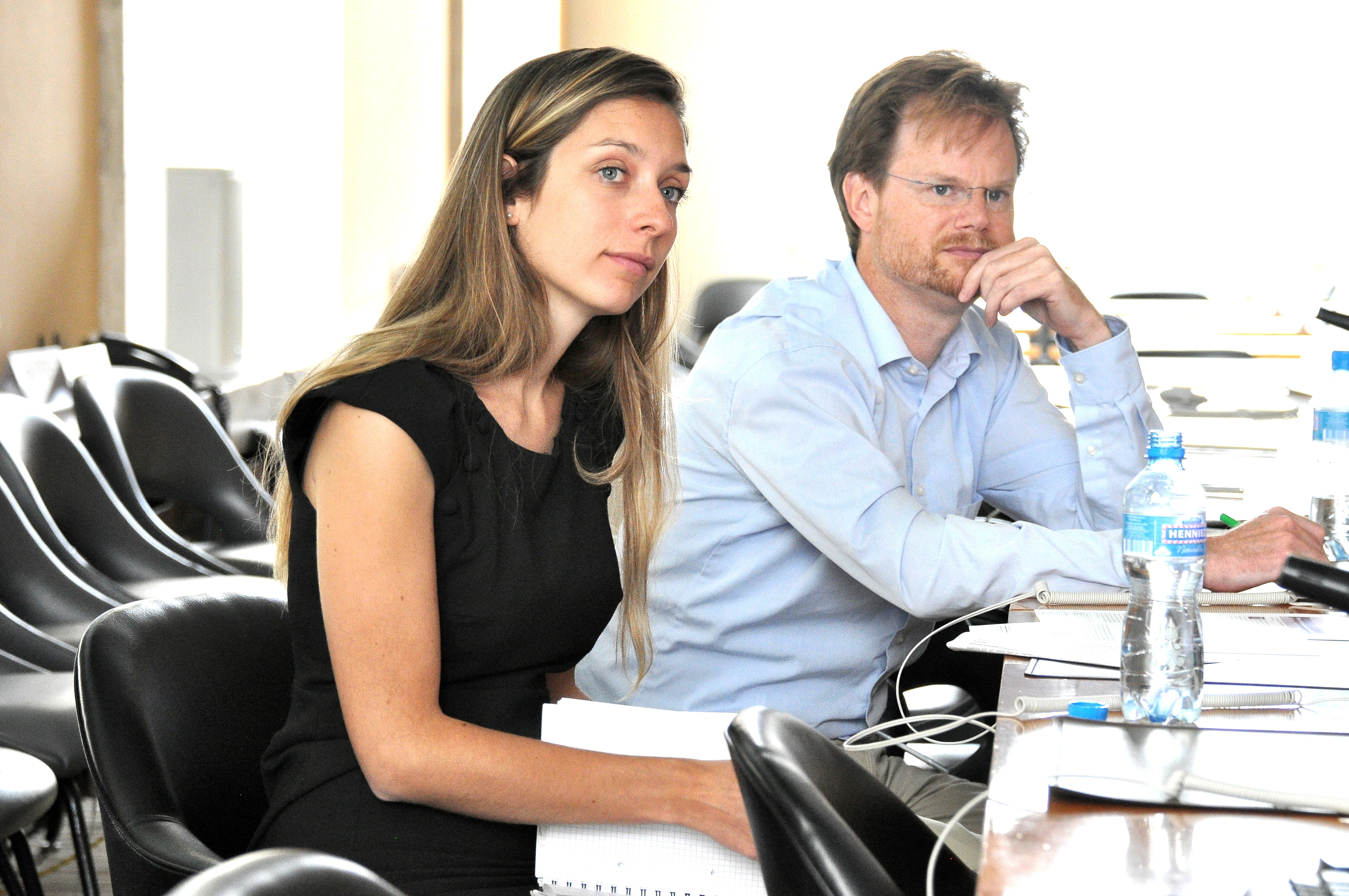
Una sessione del 2014 della Conferenza delle Nazioni Unite sul commercio e lo sviluppo che promuove la responsabilità aziendale e lo sviluppo sostenibile.

La sostenibilità aziendale è un approccio strategico che mira a creare valore a lungo termine per tutti gli stakeholder di un'azienda. Questa strategia si basa su cinque dimensioni fondamentali: etica, sociale, ambientale, culturale ed economica. La strategia può anche essere attuata con un approccio ESG: ambientale/energetico, sociale e di governo. L'obiettivo è quello di garantire la longevità dell'azienda, promuovere la trasparenza e favorire il corretto sviluppo dei dipendenti all'interno dell'organizzazione. Molte aziende formalizzano il loro impegno verso la sostenibilità attraverso una dichiarazione di Corporate Sustainability Standards (CSS). Questi standard definiscono politiche e misure che spesso vanno oltre i requisiti normativi minimi, dimostrando un impegno concreto verso pratiche aziendali responsabili e sostenibili.
La sostenibilità aziendale viene spesso erroneamente equiparata alla responsabilità sociale d'impresa (CSR), ma i due concetti presentano differenze sostanziali. Secondo Bansal e DesJardine (2014), la distinzione fondamentale risiede nella dimensione temporale. Mentre la CSR si concentra principalmente sull'etica, la moralità e le norme attuali, la sostenibilità aziendale richiede alle imprese di considerare le conseguenze a lungo termine delle proprie azioni, garantendo un'equità intergenerazionale.

## Origine
La locuzione "sostenibilità aziendale" deriva dal concetto di "sviluppo sostenibile" e dalla "tripla linea di fondo" (Triple Bottom Line) introdotta da John Elkington nel 1997. Il rapporto Brundtland, intitolato "Our Common Future", definisce lo sviluppo sostenibile come "uno sviluppo che soddisfa i bisogni del presente senza compromettere la capacità delle generazioni future di soddisfare i propri bisogni". Questa definizione racchiude due concetti chiave:
1. Il concetto di "bisogni": in particolare i bisogni essenziali delle popolazioni più povere del mondo, ai quali dovrebbe essere data priorità assoluta.
2. L'idea delle limitazioni: imposte dallo stato della tecnologia e dell'organizzazione sociale alla capacità dell'ambiente di soddisfare i bisogni presenti e futuri.[5]

L'idea di soddisfare i bisogni economici attuali senza compromettere la capacità delle generazioni future di soddisfare i propri bisogni economici ha trovato ampia applicazione nel mondo degli affari, dando origine al concetto di "sviluppo sostenibile aziendale".
La "tripla linea di fondo" (Triple Bottom Line) propone che gli obiettivi aziendali siano intrinsecamente legati alle società e agli ambienti in cui le imprese operano. Sebbene sia possibile ottenere profitti economici a breve termine, ignorare gli impatti sociali e ambientali di tali attività rende queste pratiche insostenibili nel lungo periodo.
La questione della misurabilità della sostenibilità aziendale rimane controversa. Esistono indicatori compositi, come il Complex Performance Indicator (CPI), che integrano misure di performance ambientale, sociale, di governance aziendale ed economica. Tuttavia, le definizioni di sostenibilità variano notevolmente tra le aziende, rendendo difficile stabilire un criterio universale per valutare la sostenibilità di un'organizzazione o di un singolo attore. Come affermato da alcuni esperti, "non esiste un insieme di indicatori generalmente accettati che possano delineare chiaramente uno stato di sostenibilità da uno di insostenibilità". Di conseguenza, valutare in modo preciso lo stato di sostenibilità a livello globale o individuale risulta estremamente complesso.

## Scopo
Il concetto di sostenibilità aziendale può essere valutato attraverso diversi criteri. Il più diffuso è l'eco-efficienza, che misura l'utilizzo efficiente delle risorse naturali da parte dell'azienda. In pratica, si tratta di valutare il rapporto tra il valore economico creato dall'azienda e il suo impatto ambientale complessivo. Questo impatto è spesso negativo, ad eccezione di casi particolari come la piantumazione di alberi.
Un altro criterio, simile ma meno utilizzato, è la socio-efficienza, che analizza la relazione tra il valore aggiunto dell'azienda e il suo impatto sociale. A differenza dell'impatto ambientale, quello sociale può essere sia positivo (ad esempio, creazione di posti di lavoro, donazioni) che negativo (ad esempio, incidenti sul lavoro, violazione dei diritti umani).
Sia l'eco-efficienza che la socio-efficienza si concentrano principalmente sul miglioramento della sostenibilità economica, cercando di sfruttare le risorse naturali e sociali per creare situazioni vantaggiose per tutti. Tuttavia, alcuni esperti ritengono che per raggiungere una vera sostenibilità sia necessario considerare anche altri fattori, come l'eco-efficacia, la socio-efficacia, la sufficienza e l'eco-equità.

### Business Case for Sustainability (BCS)
Il Business Case for Sustainability (BCS) è un concetto che analizza la logica economica dietro la gestione della sostenibilità aziendale. Esistono diverse opinioni sul BCS: alcuni sostengono che la sostenibilità debba essere giustificata esclusivamente in termini economici, mentre altri ritengono che sia importante considerare anche aspetti sociali e ambientali. Nonostante le diverse prospettive, la maggior parte degli esperti concorda sull'importanza di valutare l'impatto complessivo delle attività aziendali, non solo quello economico.

## Principi per la sostenibilità aziendale
La sostenibilità aziendale si fonda su diversi principi chiave che guidano le imprese verso un modello di business responsabile e rispettoso dell'ambiente, della società e delle future generazioni.

### Trasparenza
Implica un ambiente di comunicazione aperta e onesta sia all'interno dell'azienda che con la comunità in cui opera. Ciò significa condividere informazioni chiare, accurate e complete con tutti gli stakeholder, inclusi dipendenti, clienti, fornitori e investitori. La trasparenza favorisce la fiducia, la collaborazione e il coinvolgimento, contribuendo a migliorare le prestazioni aziendali e ad aumentare i profitti.

### Coinvolgimento delle parti interessate
Le aziende devono educare e motivare i propri dipendenti e gli stakeholder esterni (clienti, fornitori, comunità locale) ad agire su questioni cruciali come la riduzione dei rifiuti, l'efficienza energetica e la responsabilità sociale. Il coinvolgimento attivo delle parti interessate crea un senso di appartenenza e responsabilità condivisa, stimolando l'innovazione e la ricerca di soluzioni sostenibili.

### Pensare al futuro
Le aziende devono immaginare il futuro e anticipare le sfide e le opportunità che si presenteranno. Questo approccio lungimirante consente di generare nuove idee e soluzioni innovative per ridurre i costi di produzione, aumentare i profitti e migliorare l'immagine aziendale. Pensare al futuro significa anche considerare l'impatto delle decisioni attuali sulle generazioni future, garantendo un futuro sostenibile per tutti.

### Diversità, equità e inclusione
La diversità, l'equità e l'inclusione (DEI) sono principi fondamentali per la sostenibilità aziendale. Uno studio del 2012 condotto dalla Haas School of Business dell'Università della California Berkeley ha dimostrato che le aziende con una maggiore rappresentanza femminile nei consigli di amministrazione tendono a ridurre il loro impatto ambientale e a migliorare l'efficienza energetica. Promuovere la DEI all'interno dell'azienda significa creare un ambiente di lavoro inclusivo, equo e rispettoso delle differenze, che favorisce l'innovazione e la creatività, contribuendo alla sostenibilità a lungo termine dell'azienda.